# Hrvatska mlada lirika
Hrvatska mlada lirika je zbornik pjesama hrvatskog pjesništva iz lipnja 1914. godine. Priredio ju je Ljubo Wiesner, koji je u Uvodu napisao da ova knjiga nije nikakva antologija, nego pregled namlađe hrvatske lirike. U njoj su zastupljena dvanaestorica hrvatskih pjesnika, koji su pisali po uzoru na Antuna Gustava Matoša i Vladimira Vidrića: Ivo Andrić, Vladimir Čerina, Vilko Gabarić, Fran Galović, Karlo Häusler, Zvonko Milković, Stjepan Parmačević, Janko Polić Kamov, Nikola Polić, Augustin Ujević, Milan Vrbanić i Ljubo Wiesner. Zajedničko im je njegovanje kulta forme te pejzaž kao prevladavajuća tema. Pjesme u zbirci izabrane su u dogovoru s pjesnicima, koji su po volji birali svoje pjesme i odredili im broj. Vladimir Čerina izabrao je pjesme Janka Polića-Kamova. Knjiga je izašla u izdanju Društva hrvatskih književnika, kao trideset i druga knjiga redovnih izdanja. Julije Benešić bio je urednik za Odbor Nakladnoga fonda DHK u Zagrebu. Tiskala ju je Dionička tiskara u Zagrebu. Izravni nastavak Hrvatske mlade lirike je almanah Grič izdan 1917. godine.
Wiesner je autor nekonvencionalno sastavljenih životopisa uvrštenih pjesnika.

## Vanjske poveznice
- Hrvatska mlada lirika, Društvo hrvatskih književnika, Zagreb, 1914.